# Marș triumfal și primirea steagului și a Măriei Sale Prințul Domnitor
"Marș triumfal" (Marcha Triunfal), o "Marș triumfal și primirea steagului și a Măriei Sale Prințul Domnitor" (Marcha triunfal y recepción de la bandera y de Su Majestad el Príncipe Reinante) por su nombre largo, fue el primer himno de Rumanía . Es una pieza sin letra compuesta por Eduard Hübsch. En 1861 se organizó un concurso para decidir el himno nacional del país con un premio de 100 monedas de oro. Hübsch fue el ganador y la marcha se adoptó oficialmente el 22 de enero de 1862.
El ejército rumano utiliza ahora "Marș triumfal" para ceremonias o personas extranjeras de alto rango, siendo conocido como "Marș de întâmpinare al Armatei României" (Bienvenidos a la Marcha del Ejército Rumano).